# عادات وآداب تناول الطعام في الصين
عادات وآداب تناول الطعام الصيني هي السلوكيات التي ممكن ملاحظتها أثناء الأكل في الصين العظمى. انتشرت عادات "هان" التقليدية في جميع انحاء شرق آسيا، ولكن تطورت بشكل مختلف خاصة بعد الثورة الشيوعية التي أنتجت جمهورية الصين الشعبية. حتى داخل البر الرئيسي للصين، هناك الكثير من العادات والبروتوكولات المعنية في الولائم الرسمية تنطبق على مفاهيم الخبرة من جلوس الضيف إلى دفع الفاتورة. ويجب أيضاً أن لا نأكل بأيدينا.

## تجهيزات الطاولة والمكان

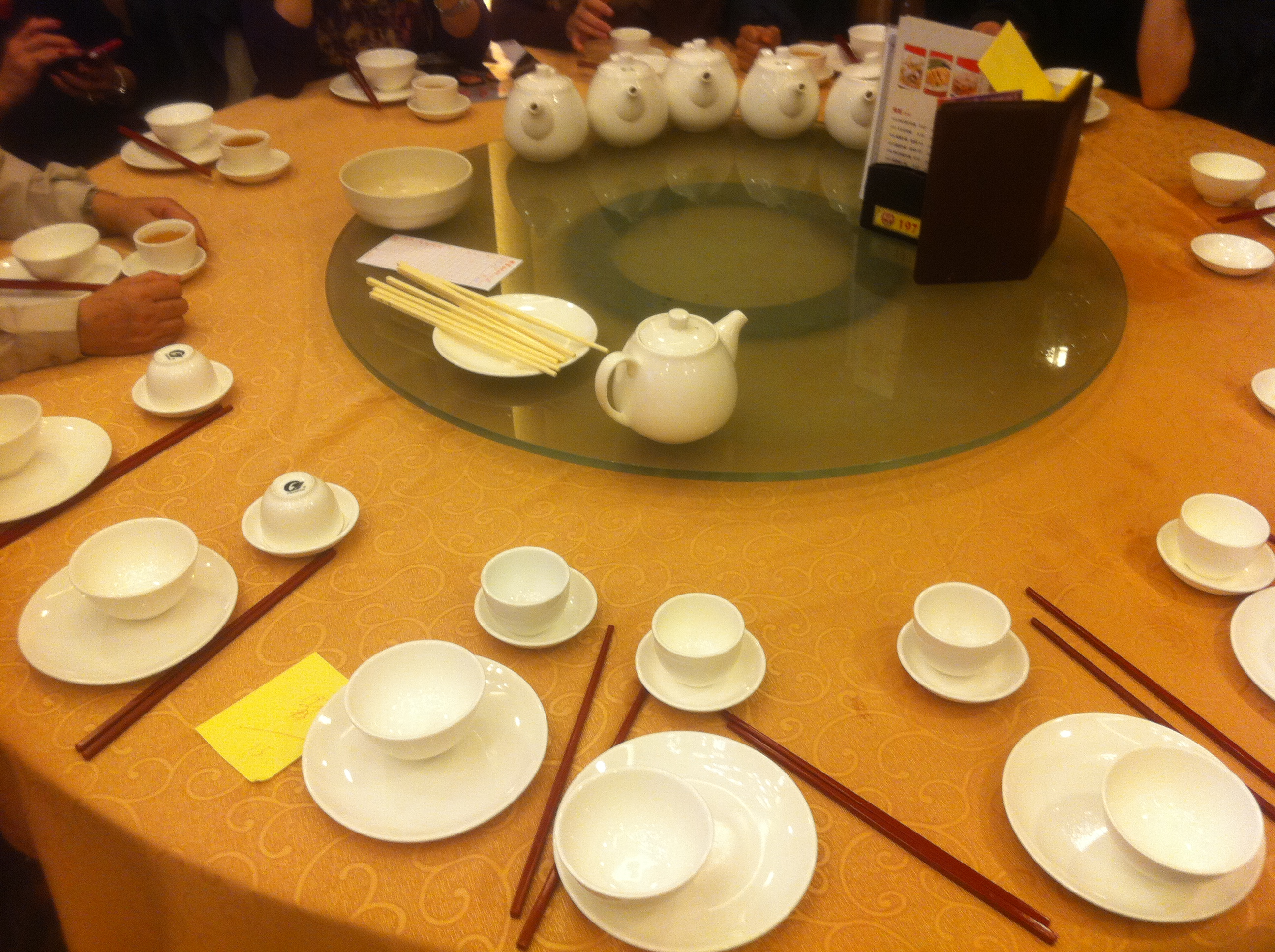

غالبا ماتكون الأطباق الصينية مشاركة واجتماعية. تستخدم الطاولات المربعة والمستطيلة لمجموعة صغيرة من الناس، ويفضل استخدام الطاولات المستديرة للمجموعات الكبيرة خاصة في المطاعم لتسهيل مشاركة الأطباق. وتعتبر صينية «ليزي سوزان» شائعة الاستخدام.
تكون تجهيزات المكان الأساسية عبارة عن فنجان صغير، وصحن كبير مع وعاء أرز فارغ وصغير، ومجموعة من عيدان تناول الطعام عادة ماتكون على يمين الصحن وملعقة. ويمكن أن تشمل الإضافات حامل عيدان تناول الطعام، وكأس ماء كبير، وكأس نبيذ وكأس اصغر من شراب البيجو. تقدم على الطاولة مناديل ورقية أو لفات من ورق الحمام في المنازل والمطاعم الغير الفاخرة أو عند طلب الزبون. أما في المطاعم الفاخرة، غالبا ماتكون المناديل عبارة عن قماش مماثلة لتناول الطعام الغربي كجزء من تجهيزات المكان.

## الأطباق
توجد اختلافات واسعة في جميع ارجاء الصين، ولكن الغالبية العظمى متشابهين من حيث التوقيت والأطباق.

### الوجبات الخفيفة
أول مايتم تقديمة على الطاولة هي الوجبات الخفيفة. يتم احضار اثنين اواكثر من الأطباق الصغيرة إلى الطاولة وتحتوي على فول سوداني غير مملح ومغلي، أو فول سوداني محمص ومملح، أو الخضروات المخللة أو أطباق مماثلة. قد تقدم على الطاولة عند الطلب أو أثناء الإتنظار لتحضير أطباق أخرى.

### السوائل
غالبا مايقدم الشاي قبل جلوس الزبون أو بعده مباشرة. ويمكن شربه في أوقات الفراغ اثناء الوجبة. يقدم الماء أحيانا، لكن الشاي هو المشروب الأكثر رواجا. قد تكون لفظة شكرا (谢谢, xiexie) موجهه للنادل الذي يعيد ملء الكأس، وقد يكتفى بقرع الطاولة مرتين إذا كان اثناء المحادثة للتعبير عن شكره كي لايقاطعة. وينبغي أن تستخدم هذه الممارسة بعناية. يعتبر قرع الطاولة أو إصدار أصوات من خلال الأواني في التقليد الصيني من سوء الخلق.
لايتم تقديم مشروبات أخرى في وقت مبكر من الطعام، وعادة مايتم تقديمها في جرة أو زجاجة كبيرة لتصب في الزجاجات على الطاولة. وبالمثل يتم فتح زجاجات الجعة وشراب البيجو وتترك على الطاولة بين الزبائن لتتم مشاركتها. من الشائع أن يتم تقديم المشروبات الكحولية للرجال في كثير من المناطق على الرغم من أن النساء قد يطلبون الحصول على الخدمة أيضا.

### الطبق الرئيسي
يحتوي على العديد من الأطباق وعادة مايكون طبق واحد للشخص تقريبا. يقدم الأرز الأبيض في صحن صغير ويكون الطعام حوله منكها بصلصاته الخاصة. يتم أكل الأرز جنبا إلى جنب مع الأطباق الأخرى وليس بشكل منفصل مالم يكون الزبون جائعا بعد إزالة الطبق الأخير.
وممكن أن يقدم الحساء كواحدة من الأطباق المقدمة. قد تستبدل المشروبات تماما في الوجبات الصغيرة وخاصة في المنازل.

### طبق النشا
في بعض الأحيان يقدم طبق النشا و  – الشعيرية والزلابية الصينية أو البوزي –  قرب نهاية الوجبة.

## العادات والتقاليد
الأكل هو الجانب المهيمن في الثقافة الصينية، وتناول الطعام خارج المنزل هي واحدة من أكثر الطرق شيوعا لتكريم الضيوف وخلق وتعميق الصداقات.
الأدب مهم جدا للشعب الصيني التقليدي الذين يتوسمون بحسن الخلق ويرفضون السلوك المخجل الغير المثقف. واتخذت الطاولة اليوم آداب مرة أخرى كمؤشر على الوضع التعليمي، وبهذا (على سبيل المثال) إذا اساءت طفلة استخدام عيدان تناول الطعام في حفل عشاء رسمي فإن ذلك قد يحرج عائلتها الذين يتحملون مسؤولية تعليمها على الرغم من أن العديد من البرامج الماوية تهدف للحد من الممارسات الاجتماعية التقليدية.

### دعوة الضيوف
على الرغم من أن الأسر الفردية قد يكون لها قواعدها الخاصة في المنزل، فإن التقاليد الصينية في استقبال الضيوف تتشابه إلى حد كبير في جميع انحاء البلاد. هناك قواعد شائعة لدعوة الضيوف.

### الشرب
يمكن تقديم الماء والمشروبات الغير كحولية في أي وقت. ومع ذلك، في المناسبات الرسمية، يجب تقديم المشروبات الكحولية لتبادل الأنخاب. وقد يصاحب النخب المتواضع رشفة واحدة من النبيذ أو ابتلاع الجعة، ولكن غالبا ماينتهي النخب بشراب البيجو.
(干杯): هي عبارة عن إعلان لإستنزاف الكأس. يتم إعادة تعبئة الزجاجات مباشرة بعد النخب استعدادا للنخب المقبل.

### صينية " ليزي سوزان

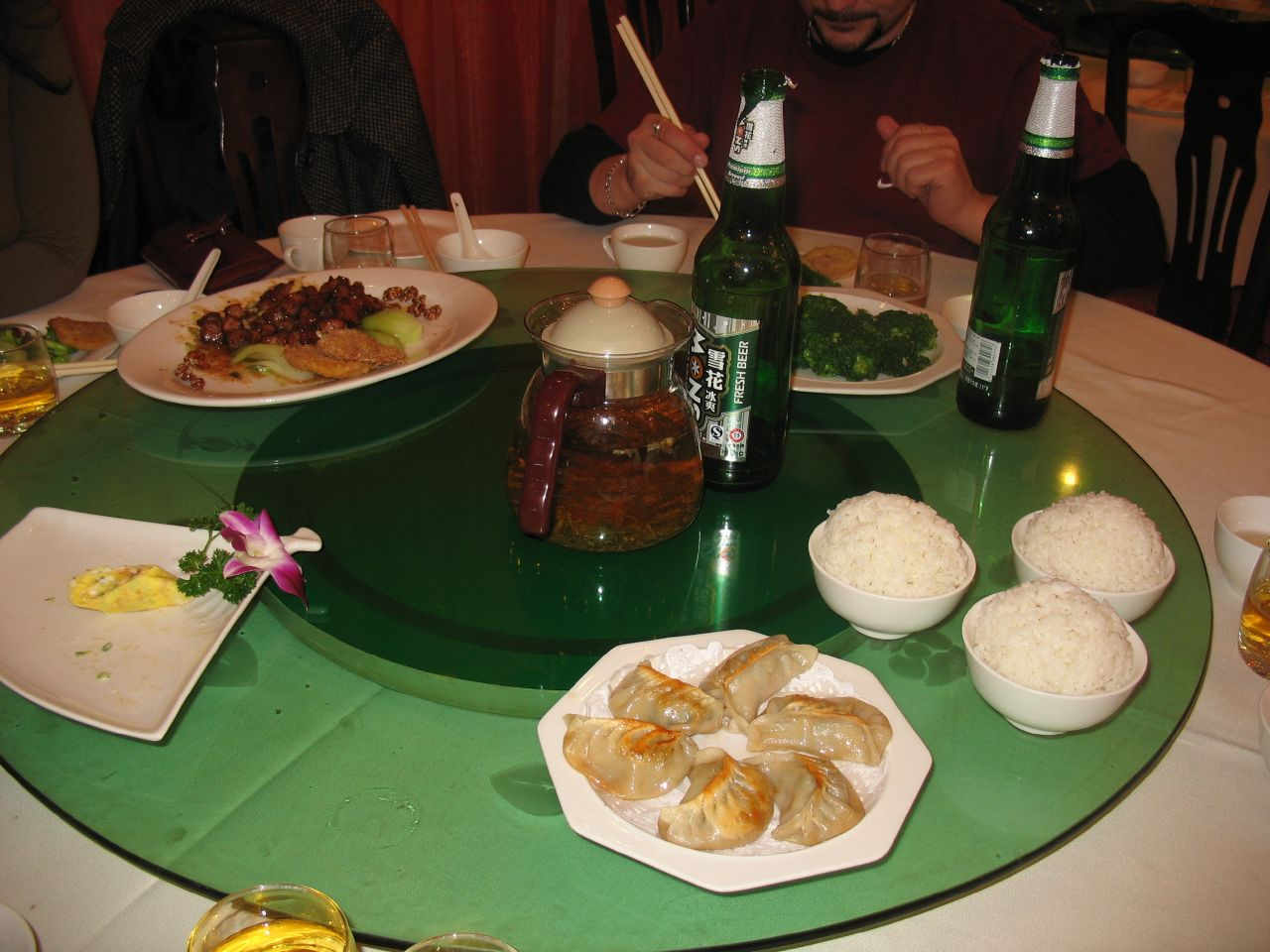
A lazy Susan in use.

يعد ليزي سوزان صينية دائرية توضع في منتصف الطاولة لمشاركة أعدادا من الأطباق بين الزبائن بسهولة. يمكن أن تصنع صينية «ليزي سوزان» من عدة مواد، لكن غالبا ماتصنع من الزجاج أو الخشب أو البلاستيك.
عادة ماتجلب أطباق الوجبة وتوضع جنبا إلى جنب حول صينية ليزي سوزان. إذا قدمت الأطباق مرة واحدة أو إذا كان هناك أطعمة شهية، فإنهم عادة يقدمونها لضيف الشرف ثم الذي يليه وذلك بإتجاه عقارب الساعة. سوف ينتظر المضيف ليخدم نفسه آخرا في كثيرمن الأحيان. يجب ألا تتم إزالة الأطباق من صينية «ليزي سوزان» ووضعها على الطاولة فإذا أراد الشخص أن يخدم نفسه يجب عليه أن يأخذ من الصحن ومن ثم يعيده إلى مكانه.
ينبغي للشخص تجنب محاولة تحريك صينية «ليزي سوزان» ولو قليلا عندما يقوم شخص مابنقل الطعام من الأطباق إلى صحنه ووعاءه. وبالمثل فإن اكتناز الشخص للأطباق واستخدامها كلها سلوك غير مهذب، حتى تقدم للجميع. لهذا السبب، فإنه من الشائع أن تأخذ كمية أقل في الجولة الأولى وتضع الآخرين في الاعتبار عند أخذ كمية أكبر في المرة الثانية.

#### الآداب الشخصية
بما أن الملاعق وعيدان تناول الطعام تستخدم في الطعام الصيني بدلا من الشوكات والسكاكين، فإن الأطباق تميل إلى أن تكون بحجم القضمة الواحدة أو توظيف تقنيات الطبخ التي تجعل أطباق مثل السمك أو هونغ شاو رو لينة بما يكفي للحصول عليها بسهوله. بعض الآداب الشائعة:
- تجنب أن تمسك عيدان تناول الطعام بطريقة معينة لتؤشر بسبابتك، أو الأسوأ أن تضع الإصبع الوسطى أمام الزبائن الآخرين فإنها علامة على الغضب أو اللوم.
- ينبغي أن تكون عيدان تناول الطعام متساوية الطول وممسوكه بحيث تنتهي بنفس الطول أيضا.[بحاجة لمصدر]
- وبالمثل، لاتوضع عيدان الطعام في وضع عامودي خارج الطبق، وذلك بسبب ممارسة صينية من ترك مثل هذه الأطباق للميت.
- لاتمضغ طرفي عيدان الطعام حتى لوكانت من بلاستيك.
- لاتستخدم عيدان تناول الطعام لتحريك الأوعية أو الصحون.
- لاتفرقع عيدان تناول الطعام الخاصة بك كما لو كنت تلعب بالطبل. هذا يعني انك متسول أو طفل.
- عامل عيدان تناول الطعام وكأنها امتداد لأصابعك. ومن غير المهذب استخدامها لإشارة على الآخرين أو تحريكها في الجو.
- يمكن غسلها ومعاودة استخدامها مالم تكن للإستعمال مره واحده فقط. لاتستخدم عيدان تناول الطعام لتخرج الطعام من بين أسنانك أو لأي مساعي غير لائقة أخرى.
- تجنب أن تغرز عيدان تناول الطعام في الأكل.
- لاينبغي لأحد ما أن يحفر أو يبحث في صحن شخص آخر لشيء معين. وهو معروفا احيانا ب «حفر قبر شخص ما» أو «حفر القبر» وهو خلق سيئ للغاية.
- عندما لاتكون مستخدمة وإذا كان المطعم يوفرها، اجلس أمام نهاية عيدان تناول الطعام التي على قاعدة عيدان تناول الطعام. وعادة ماتكون قاعدة صغيرة من السيراميك وضعت بالقرب من منديلك في الجانب الأيمن من الوعاء الخاص بك.

##### المشاركة والاجتماع

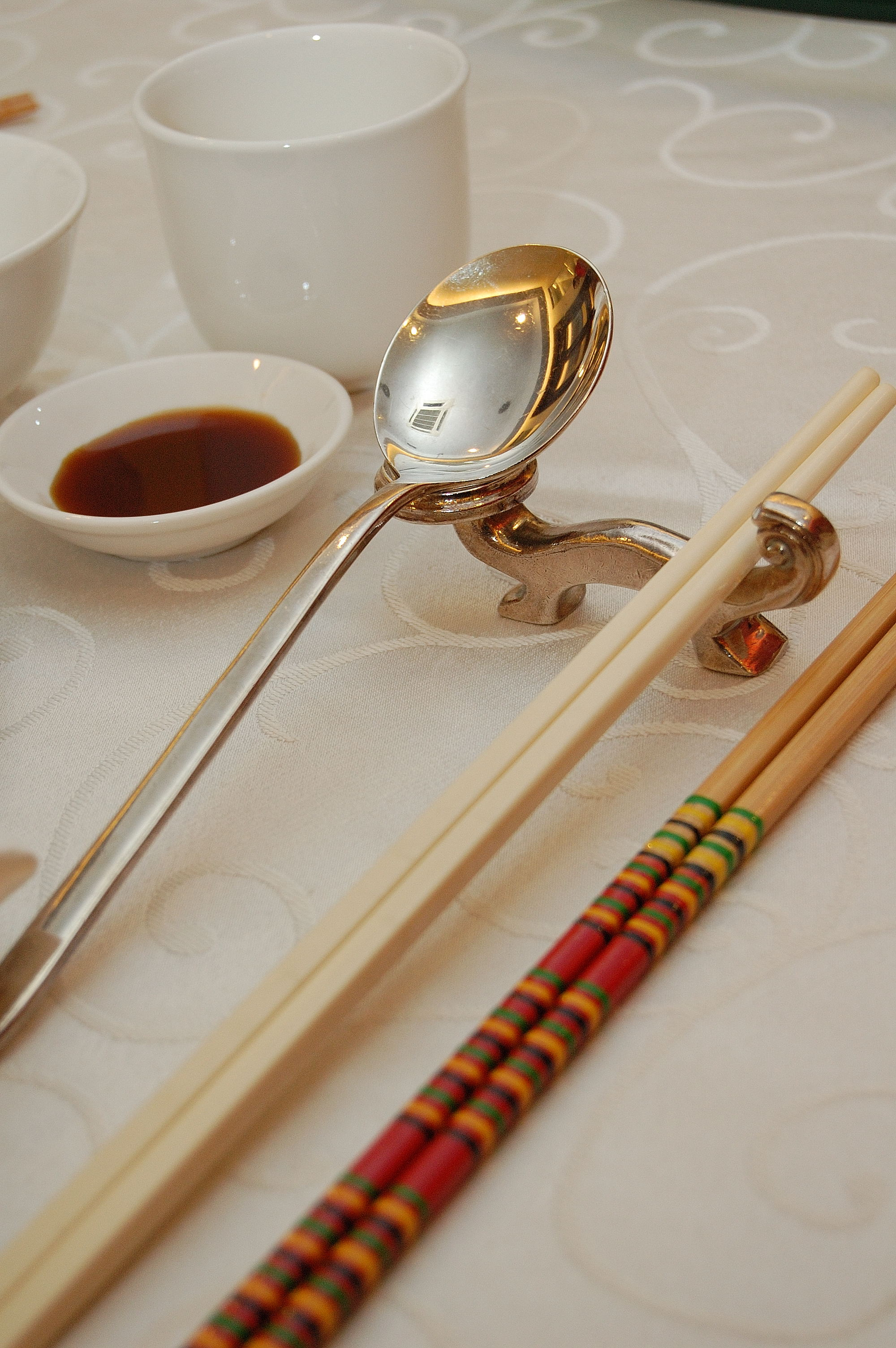
تظهر الصورة في أقصى اليمين عيدان تناول الطعام المخصصة للتقديم (gongkuai) وعيدان تناول الطعام الشخصية في الوسط وملعقة. عادة ماتكون عيدان تناول الطعام المخصصة للتقديم مزخرفة أكثر ممن الشخصية.

في معظم الوجبات الرسمية، هناك ازواج من عيدان تناول الطعام المخصصة للمشاركة. هذه مجموعة من العيدان تناول الطعام المخصصة فقط لأطباق المشاركة. وغالبا ماتكون متميزة عن ( putongkuai ) (عيدان تناول الطعام العادية) في أنها ستكون أطول ومزخرفة أكثر. سيكون هناك في بعض الأحيان مجموعة من عيدان تناول الطعام المخصصة للمشاركة لكل طبق أو مجموعة واحدة لكل وجبة.
- إذا كان هناك عيدان تناول الطعام المخصصة للمشاركة، لاتستخدم تلك الشخصية في أطباق المشاركة. في حين أن هذه الممارسة شائعة في الصين من خلال وجود عيدان الطعام المخصصة للمشاركة على الطاولة والمضيفين يتوقعون منك أن تستخدمها. استخدامك لعيدان تناول الطعام الشخصية عندما تكون هناك عيدان الطعام المخصصة للمشاركة يعتبر وقاحة وسلوك غير صحي لأنه سيتم نقل اللعاب مع عيدان تناول الطعام الخاصة بك. إذا كنت تأكل بعيدان تناول الطعام المخصصة للمشاركة بالخطأ وعن غفلة منك وكأنها لك سارع بالاعتذار مباشرة إذا لاحظت ذلك واسأل ماإذا كان من الممكن الحصول على زوج آخر من عيدان المشاركة.
- إذا لم تكن هناك عيدان الطعام المخصصة للمشاركة، فإن بعض المضيفين يفضلون استخدام النهاية السميكة للعيدان الخاصة بك لأطباق المشاركة. فهذا يجنب مرة أخرى نقل اللعاب في الأطباق المشاركة.
- إذا كنت في شك حول وضع عيدان المشاركة، راقب مايفعله الآخرون واجري حديثا قصيرا إذا لزم الأمر لكسب الوقت.
- في حال أن أطراف عيدان تناول الطعام لامست الأكل لاتتركها على الطاولة. في حين أنه لايوجد قاعدة لحمل عيدان تناول الطعام المخصصة للمشاركة قد تحتاج لوضعها مقابل حافة الطبق. كما هو الحال مع عيدان تناول الطعام الشخصية رغم ذلك لاتضعها فوق الأكل نفسه.

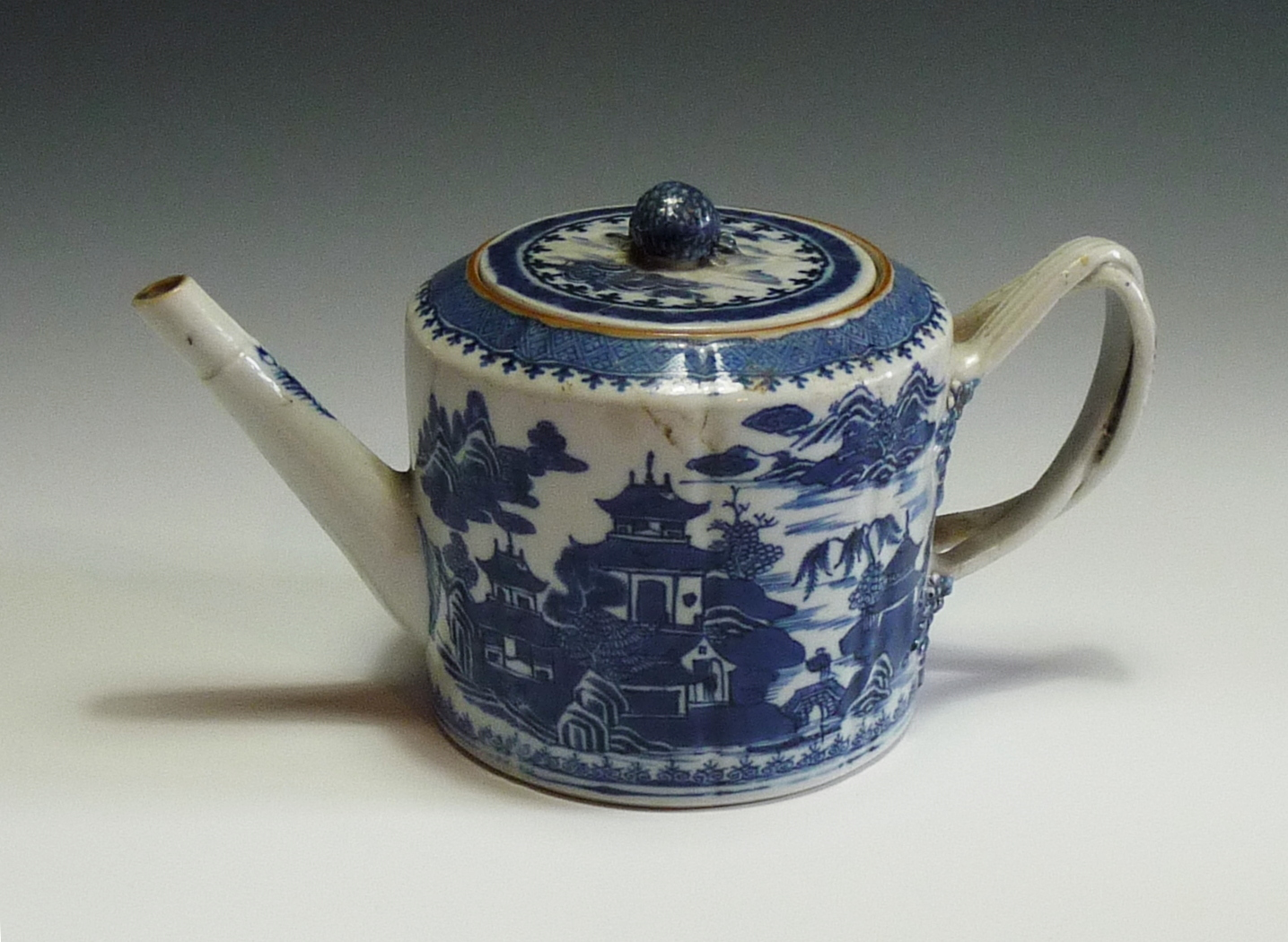

## الفاتورة
ليس هناك بقشيش في معظم مطاعم دول الصين مالم يتم قول ذلك صراحة. عادة، إذا كان هناك لزوم للبقشيش سيكون مكتوب على الفاتورة. يكون البقشيش متوقع في المطاعم الصينية في الولايات المتحدة. إسأل النادلة أو راقب العملاء الآخرين إذا كنت غير متأكد.
ومع ذلك، فمن المتوقع للضيف أن يعرض رغبته لدفع ثمن الوجبة عدة مرات، ولكن يسمح في نهاية المطاف للمضيف أن يدفع ثمنها.
عدم إجراء أي محاولة لدفع الفاتورة يعد سلوك غير مقبول أيضا. عدم محاولتك لدفع الفاتورة تعني أنك تعتقد أن المضيف مدين لك بهذه الوجبة بطريقة أو بأخرى. لذلك، إذا كنت أنت الضيف حاول دائماً أن تبادر بدفع الفاتورة ولكن لاتدفعها أبدا إذا كانت هذه أول وجبة لك في بلد المضيف. بعد أول وجبة لك في بلد المضيف، وأحيانا قبل أن تغادر، فمن المعتاد أن تدعو عائلة المضيف لتناول وجبة من أجل شكرهم لإقامتك إذا كنت لم تحضر لهم الهدايا الرمزية في المرة الأولى عند وصولك. قد يمكنك دفع فاتورة تلك الوجبة، ولكن يجب عليك طلب حضور وتعاون المضيف الخاص بك للسماح لك بتغطية تكلفة هذه الوجبة.
إذا كنت وأحد معارفك في رحلة عمل، فإن تقاسم الفاتورة في هذه الحالة مقبولا، ولكن الدفع بالتناوب هو الأكثر شيوعا بشرط أن تكون تكلفة الوجبات متماثلة. على الرغم من التناوب في الدفع، إلا أنه لايزال هناك محاولة من أجل دفع الفاتورة. الفرق هو أنه يمكنك أن تقول: «لابأس أن تدفع هذه المرة بما أنك تكبرني سناً، ولكن أنا من سيدفع فاتورة الوجبة القادمة». أو أي شيء آخر بهذا المعنى وتدفع فاتورة الوجبة القادمة. لايعني أن يكون التناوب وجبة بالضرورة. يمكنك أن تدفع فاتورة وجبة ولعبة غولف على سبيل المثال. يعتمد نجاح عملية التناوب على استمتاع كلا الطرفين بالنشاط وأن تكون التكلفة متقاربة. لا يعد التناوب في لعبة الغولف مقبولا في حال كان الطرف الآخر لا يستمتع بها. أو بالأحرى أن يكون سيئا في لعبها في حين أنك تجيدها.